# IC 218
IC 218 ist eine Spiralgalaxie vom Hubble-Typ Sbc? im Sternbild Walfisch am Südsternhimmel. Sie ist schätzungsweise 291 Millionen Lichtjahre von der Milchstraße entfernt und hat einen Durchmesser von etwa 70.000 Lj. Gemeinsam mit NGC 867 bildet sie ein gravitativ gebundenes Galaxienpaar.

Das Objekt wurde am 26. Dezember 1893 vom französischen Astronomen Stéphane Javelle entdeckt.